# Louis V du Palatinat
Pour les articles homonymes, voir Louis V.
Louis V le Pacifique (né le 2 juillet 1478 à Heidelberg, mort le 16 mars 1544 au même endroit), issu de la famille des Wittelsbach, est comte palatin du Rhin et, à ce titre, l'un des sept princes-électeurs.

## Biographie
Il est le fils du comte Philippe Ier du Palatinat et Marguerite de Bavière.
Après avoir succédé à son père en 1508, il doit limiter les conséquences de la guerre de succession de Landshut. Lors de la Diète d'Augsburg de 1518, il obtient la levée de la mise au ban du palatinat du Rhin.
Le 23 février 1511, il épouse à Heidelberg la princesse Sibylle, fille du duc Albert IV de Bavière. Le couple n'a pas d'enfants. Il a toutefois une fille illégitime, Marguerite de Lützelstein (1523-1560) qui épouse le comte Louis XVI d'Oettingen-Oettingen.
Lors de l'élection de l'empereur de 1519, il vote pour Charles Quint après avoir reçu de grandes quantités d'argent du banquier Fugger.
En 1525, il tente de négocier avec les paysans révoltés de la guerre des Paysans allemands et des territoires du Rhin et de Franconie. Il échoue cependant et, allié à l'archevêque de Trèves, il participe à plusieurs combats contre les paysans.
Après sa mort en 1544, son frère Frédéric II lui succède.